# 麥克菲灣
67°22′S 59°43′E / 67.367°S 59.717°E
麥克菲灣（英語：Macfie Sound）是南極洲的峽灣，位於麥克羅伯特森地，處於艾拉島和貝爾塔島之間，屬於威廉斯科斯比群島的一部分，在1936年2月由英國探險隊發現，現時由南極條約體系管理。